# Ain Tarik (distrito)
Ain Tarik é um distrito localizado na província de Relizane, Argélia, e cuja capital é a cidade de Aïn Tarek. A população total do distrito era de 19 160 habitantes, em 2002.

## Comunas
O distrito está dividido em duas comunas:
- Aïn Tarek
- Had Echkalla